# Alegeri legislative în Regatul Unit, 1801
Alegerile generale din Marea Britanie din 1801, n-au fost alegeri ca atare, ci o co-opțiune a membrilor de a servi în primul Parlament care va avea loc după formarea Regatului Unit al Marii Britanii și a Irlandei din 1 ianuarie 1801. Primul Parlament al Marii Britanii era compus din membrii fostelor Parlamente ale Regatului Marii Britanii si a Regatului Irlandei. Parlamentul Marii Britanii a organizat ultimele alegeri generale în 1796. Este ultima sa convocare a fost pe 5 noiembrie 1800. Alegerile finale pentru Parlamentul Irlandei au avut loc în 1797.
După proclamația din 5 noiembrie 1800, membrii noului Parlament au fost chemați să se întâlnească pe 22 ianuarie 1801.

## Situația politică
Marea Britanie se afla în război cu Franța din 1792. Primul ministru din 1783, William Pitt cel tânăr, a condus o largă coaliție de război formată din liberali și conservatori. Principala opoziție a lui Pitt era o facțiune de liberali relativ slabă, condusă de Charles James Fox. Timp de patru ani după ce participarea la opoziția din 1797 a fost sporadică, Fox a urmărit o strategie de secesiune din Parlament. Doar un grup mic, condus de George Tierney, a s-a opus frecvent ministerelor. Primul Parlament al Marii Britanii a fost compus din toți membrii ultimului Parlament a Marii Britanii și câțiva din membrii ultimului Parlament al Irlandei.
Pitt a dorit să acorde emancipare catolică (dreptul romano-catolicilor de a sta în Parlament), pentru a reconcilia majoritatea irlandeză catolică cu Uniunea. Regele George al III-lea s-a opus acelei politici, așadar Pitt a fost nevoit să demisioneze în martie 1801.
Noul Prim-Ministru conservator a fost Henry Addington. El a condus încă o administrație de război între liberali și conservatori. Aceasta a fost oarecum mai slabă decât cea a lui Pitt, deoarece Pitt și facțiunea sa nu s-au alăturat noii guvernări.
Mai noua opoziție liberală a devenit de asemeni mai implicată în opoziție din Parlament. Pe 25 martie 1801, Charles Grey a încercat să convingă Camera Comunelor să înființeze un Comitet de Stat al Națiunii. Moțiunea sa a fost respinsă, dar a atras 105 voturi pentru. Liderii grupului Foxite și-au încheiat treptat secesiunea din Parlament.
Pitt a susținut în general Ministerul Addington, dar fusese pe jumătate desprins de acesta. Ca și cunoscuta vorbă „Pitt este pentru Addington, cum este Londra pentru Paddington”, care indică vederea contemporană a abilităților relative a celor doi Prim-Miniștri.

## Date ale co-opțiunii
Toți membrii Parlamentului britanic și cei irlandezi reprezentând circumscripții electorale care au păstrat doi membri după ce Uniunea(cele 32 de regiuni irlandeze și orașele Dublin și Cork) le-a reținut automat locurile când Uniunea a avut loc la 1 ianuarie 1801.
Acei membri ai Casei Comunelor irlandeze care luaseră loc la Westminster, reprezentând circumscripții electorale după ce Uniunea a redus de la doi membri la un membru (cele 31 regiuni rămase și Universitatea din Dublin) fiind selectate prin tragere la sorți. Dacă unul din locurile din Parlamentul irlandez era vacant, atunci ultimul membru rămas din circumscripție era automat ales pentru Parlamentul din Westminster. Dacă ambele locuri erau vacante, era organizată o alegere.